# Hillel II
Hillel II (en hebreo: הלל נשיאה, Hillel el Nasi) fue Nasí del Sanedrín entre los años 320 y 385, como hijo y el sucesor de Judah III. En dos casos su nombre se menciona en conexión con decisiones importantes sobre la Halajá o ley judía: en uno de ellos, José ben Abin le expone una ley; en el otro, Hillel II cita un versículo de la Mishná para establecer una ley.
Es el creador del moderno calendario hebreo fijo, aunque esta atribución no es exacta, ya parece que quien lo hizo fue Hai Gaon, aunque la tradición rabínica le atribuye la promulgación a Hillel.
La comunidad judía de la diáspora dependía del calendario sancionado por el Sanedrín para la observancia unificada de los días festivos, debido a que es un calendario lunisolar: sus meses están sincronizados con las fases de la Luna, pero su duración se aproxima a la del año solar, con días y meses intercalados como rectificación. Como las reuniones del Sanedrín fueron prohibidas por Constancio II, y para evitar persecuciones, Hillel decidió proporcionar un calendario autorizado que cubriese el futuro.
El emperador Juliano el Apóstata le honró en numerosas ocasiones. En una carta manuscrita, Juliano le asegura su amistad y promete mejorar la condición de los judíos. Antes de partir para la guerra con Persia, Juliano envió una carta circular a las congregaciones judías, en la cual informó que había arrojado al fuego los impuestos a los judíos, y que, deseoso de mostrar todavía más favores, aconsejó a su hermano (el Patriarca Julos) la supresión del impuesto sobre producción a los judíos.